# Olivier Blondel
Olivier Blondel (* 9. Juli 1979 in Mont-Saint-Aignan) ist ein ehemaliger französischer Fußballspieler auf der Position des Torwarts, der seit dem Ende seiner Spielerkarriere als Trainer tätig ist. Seit 2021 ist er Torwarttrainer der zweiten Mannschaft von Olympique Lyon.

## Spielerkarriere
Von 1996 an spielte Olivier Blondel beim FC Rouen. Von dort aus wechselte er 1998 zum damaligen Erstligisten Le Havre AC. Auch nach dem Abstieg in die Ligue 2 im Jahr 2000 spielte er aber nur die Reservistenrolle und kam bis 2007 zu insgesamt 12 Einsätzen. Die Saison 2007/08 verbrachte Blondel mit der zweiten Mannschaft des Vereins in der ersten Amateurliga, was der insgesamt vierten Liga entspricht. Hier kam er auf 21 Einsätze in einem Jahr. Zur neuen Saison 2008/09 schloss er sich dem Erstligisten FC Toulouse an. Auch hier spielte er nur die Rolle des Reservisten, in der laufenden Spielzeit kam er auf nur einen Einsatz. 2009/10 kam er wegen einer Verletzung des Stammtorwarts Yohann Pelé zu Beginn der Saison auf neun Spiele. Danach zog er sich Anfang Dezember 2009 einen Knöchelbruch zu. Nach der Verletzung von Pelé und der Verletzung des Weiteren Ersatztorhüters Marc Vidal war Blondel der dritte Torhüter in der Mannschaft, der zur selben Zeit für einige Monate ausfiel. Im Sommer 2010 wechselte Blondel zu ES Troyes AC in die Ligue 2, bei dem er sich in der anschließenden Saison 2010/11 als Stammtorhüter durchsetzen konnte. Am Ende der Hinrunde der folgenden Saison 2011/12 verletzte er sich und verlor seinen Stammplatz in der Folge an Yohann Thuram-Ulien. Am Saisonende erreichte die Mannschaft den Aufstieg in die erste Liga, Blondel verließ den Verein jedoch und kehrte stattdessen zu seinem ehemaligen Verein und künftigen Erstliga-Konkurrenten FC Toulouse zurück, bei dem er erneut Ersatztorhüter wurde. 2014 schloss er sich dem Drittligisten FC Istres an. Nach dem Abstieg des Vereins unterzeichnete er 2015 einen Einjahresvertrag beim Drittligisten Racing Straßburg, nach dessen Ablauf er seine Spielerkarriere 2016 beendete.

## Trainerkarriere
Nach dem Ende seiner Spielerkarriere in Straßburg war Blondel beim elsässischen Amateurverein FCSR Obernai zunächst als Jugendtrainer tätig und übernahm im März 2017 als Interimstrainer die erste Mannschaft. Im Sommer 2017 schloss er sich als Torwarttrainer dem SC Amiens an, bei dem er zunächst für die zweite Mannschaft zuständig war, ehe er Anfang 2020 zur Profimannschaft des Erstligisten aufrückte. Im Juli 2021 wechselte er zu Olympique Lyon und übernahm dort das Torwarttraining der zweiten Mannschaft.